# 快捷通軌道
快捷通轨道，即為巴生谷轻快铁系统，是一个服务马来西亚巴生谷（包括雪兰莪及吉隆坡）的城市轨道交通系统，目前营运中的路线包括两条地铁线路、三条轻快铁线路和一条单轨铁路（吉隆坡单轨列车），总长约216.9（134.8英里）公里。快捷通轨道系统由马来西亚国家基建公司拥有，並由其全资子公司快捷通轨道私人有限公司营运，属于吉隆坡快捷通（Rapid KL）品牌名称旗下的公共交通服务之一，而旗下另一項公共交通服务为快捷通巴士（Rapid Bus）。
快捷通轨道（以“吉隆坡快捷通”为其名）、铁路、机场快铁（ERL）和最新的地铁组成了巴生谷的公共运输铁路网。地铁、轻快铁采用标准轨，而单轨则采用ALWEG型轨道。列车营运时间从早上6时至晚上11时或12时左右，
高峰时段时平均每3分钟一趟班车，离峰时段则为最久14分钟一班。

## 发展历史

### 建设背景
马来西亚自1980年代起突飞猛进的经济发展，使首都吉隆坡的机动车数量和道路交通流量不断增加；加上时任首相马哈迪·莫哈末采取扶持国产汽车工业的政策，使马来西亚成为国民汽车拥有率最高的东南亚国家。根据马来西亚政府在1980年代初进行的吉隆坡总体交通规划，预测到2000年首都私人汽车数量将比1980年增加2.8倍，当局有必要改变交通政策和提高公共交通的比重，否则吉隆坡未来不得不面对严重的交通堵塞，因此该规划报告建议在吉隆坡市中心形成以城市轨道交通为主、公共汽车为辅的交通运输系统。

### 建设过程

#### 安邦線（Ampang Line）
1990年，由马来西亚和外国公司组成的联合体完成吉隆坡轻轨系统（LRT）的可行性研究，建议借鉴香港和新加坡兴建地铁的经验，并优先上马从市中心通往东南方向、连接安邦和冼都的轻轨铁路。1992年，轻轨运输系统私人有限公司（Sistem Transit Aliran Ringan Sdn Bhd）由9家公司合股成立，负责这条轻轨铁路的建设和经营，因此这条路线亦得名为“STAR”（实达轻快铁，现称为安邦綫）。實達輕快鐵一期工程全长12.1公里，由安邦站至蘇丹依斯邁站，于1993年8月完成融资协议并正式动工，至1996年12月建成通车。该线是马来西亚第一条轻轨铁路，轨道采用1,435毫米标准轨距，牵引供电制式为750伏特直流第三轨供电；由德国AEG公司（后来为Adtranz）和英国泰勒·伍德罗公司分别作为机电和土木工程承建商；投资模式为BOO模式（建设－拥有－经营）及土地补偿，以配合当时马来西亚政府的公用事业民营化政策。实达线二期工程包括北延线（苏丹依斯迈站至冼都东站）和南延线（陈秀连站至大城堡站），两条延线均于1998年建成通车。在2016年7月，大城堡线延长线正式通车。现在，安邦线被拆分为两条线路，分别为安邦线和大城堡线。

#### 格拉納再也線（Kelana Jaya Line）
1993年，为配合将于吉隆坡举行的1998年英联邦运动会，马来西亚政府决定在吉隆坡兴建第二条轻快铁铁路，于是成立了轻轨运输合作项目私人有限公司（Projek Usahasama Transit Ringan Automotif Sdn Bhd），来负责第二条轻快铁线路的实施，因此这条路线亦得名为布特拉輕快鐵（Putra LRT）（现称为格蘭那再也綫）。布特拉輕快鐵全长29公里，在吉隆坡市内自东北向西南延伸，连接鵝嘜和格兰那再也，并途径雙峰塔和吉隆坡塔等著名地标。布特拉輕快鐵的投资模式为BOT模式及土地补偿，于1994年2月正式动工，第一阶段（格拉那再也站至中央藝術坊站）于1998年9月建成通车，第二阶段（中央藝術坊站至鵝嘜站）于1999年6月建成通车。这是启用当时是世界上营运里程最长的全自动无人驾驶轻轨系统，也是全球第四个庞巴迪先进快速轨道交通系统（ART），采用直线电机驱动的无人驾驶列车、750伏特直流第三轨供电、“SelTrac”CBTC移动闭塞系统。在2016年7月，格兰那再也线延长线正式通车。

#### 吉隆坡单轨铁路 （KL Monorail）
1996年，马来西亚政府批准兴建吉隆坡單軌列車（KL Monorail）的计划，该计划最初曾经被称为旅客捷运系统（PRT）。这条跨坐式高架单轨铁路全长8.6公里，串连着吉隆坡中央车站交通枢纽与市中心金三角地带。这条采用BOT模式兴建的单轨铁路于1993年8月正式动工，由吉隆坡基建集团（KLIG）拥有40年的特许经营权，机电和土木工程承建商原本为日本日立公司，但1997年亞洲金融風暴后因融资困难而暂停工程；1998年改由本国企业“MTrans”公司（今史格米铁路公司）继续完成工程，至2003年8月建成通车，总共耗资11亿8000万令吉。

### 企业重组
然而，上述三条城市轨道交通路线建成通车之后，三家轻轨铁路和单轨列车营运商都面临严重的财政困难，主要原因是基础建设和车辆购置费用等固定投资的债务偿还压力，而且客流量水平亦远低于建设规划时的估计。由于吉隆坡的私人汽车拥有比率非常之高，加上政府缺乏对泊车设施和接驳交通等配套的规划，使许多吉隆坡市民仍然习惯使用私人汽车出行，阻碍了城市轨道交通系统使用率的提高。以安邦线为例，该线最初预计到2003年的日均客流量将达到50万人次，但实际仅达到11万人次。除此之外，城市轨道交通系统建设规划上的不足亦备受批评，由于三条路线分别由三家公司各自营运且互不隶属，当这几条路线落成时竟然没有统一的换乘车站，让乘客转乘另一条路线时面对极大麻烦。
2001年11月，马来西亚联邦政府不得不负起最后承担者的角色，接管了两家频临破产危机的轻轨铁路营运公司，并由企业债务重组委员会（CDRC）负责对其进行债务重组，当时这两家公司合共尚有57亿令吉（约合16.1亿美元）的未偿还债务。随后，为了加强整合吉隆坡的公共交通系统、提升公共交通的营运效率和服务质素，马来西亚联邦政府于2004年7月注资成立吉隆坡快捷通公司（RapidKL），作为马来西亚国家基建公司（Prasarana）的子公司，自2005年1月1日起成为吉隆坡的公共交通营运商，负责经营巴生谷的轻快铁铁路和巴士服务。2007年5月，营运单轨列车的吉隆坡基建集团因无力偿还巨额贷款而宣布破产，并于同年11月由马来西亚国家基建公司收购了吉隆坡单轨列车。自此，安邦线、格拉那再也线、吉隆坡单轨列车构成了巴生谷輕快鐵系統。

### 近年发展
2011年，吉隆坡快捷通公司推出名为自动售检票系统（AFC）的综合票务系统，使乘客可在自动售票机购买代币式车票，只需一枚代币即可通行所有轻轨和单轨铁路的车站；而持有“一触即通卡”（Touch'n Go）或“我的快捷卡”（MyRapid Card）的乘客，可直接在验票闸机上拍卡及进出车站。自动售检票系统于2011年11月起在轻轨车站开始使用，并于2012年2月起扩展至所有单轨列车车站。2013年1月，马来西亚国家基建公司宣布进行企业架构重组，建立快捷通轨道公司（Rapid Rail Sdn Bhd）经营原本由吉隆坡快捷通公司营运的铁路服务，并建立快捷通巴士公司经营原本由吉隆坡快捷通公司营运的巴生服务。
2018年由一触即通公司与支付宝合作研发的一触即通电子钱包开通了乘车码的服务，现处试运营阶段，适用于部分车站，用户可向一触即通公司申请，即可体验此项服务。

## 营运线路
| 路线名称         | 通车日期       | 车站数目             | 线路长度   | 起讫车站                | 起讫车站          |
| ---------------- | -------------- | -------------------- | ---------- | ----------------------- | ----------------- |
| 3 安邦綫         | 1996年12月16日 | 38                   | 45.1 公里  | AG18 安邦               | AG7 苏丹依斯迈    |
| 3 安邦綫         | 1998年12月6日  | AG7 苏丹依斯迈       | 45.1 公里  | AG1 冼都东              |                   |
| 3 安邦綫         | 2016年7月17日  | AG11 陈秀连          | 45.1 公里  | AG18 安邦               |                   |
| 3 安邦綫         | 2016年12月1日  | AG18 安邦            | 45.1 公里  | AG1 冼都东              |                   |
| 4 大城堡線       | 1998年7月11日  | SP1 陈秀连           | 45.1 公里  | SP8 大城堡              |                   |
| 4 大城堡線       | 2015年10月31日 | SP8 大城堡           | 45.1 公里  | SP12 金鑾第五区         |                   |
| 4 大城堡線       | 2016年3月31日  | SP12 金鑾第五区      | 45.1 公里  | SP17 公主城             |                   |
| 4 大城堡線       | 2016年6月30日  | SP17 公主城          | 45.1 公里  | KJ37 SP21 布特拉高原    |                   |
| 4 大城堡線       | 2016年7月17日  | KJ37 SP21 布特拉高原 | 45.1 公里  | SP11 冼都东             |                   |
| 5 格拉那再也綫   | 1998年9月1日   | 37                   | 46.4 公里  | KJ24 格拉那再也         | KJ14 中央藝術坊   |
| 5 格拉那再也綫   | 1999年6月1日   | 37                   | 46.4 公里  | KJ14 中央藝術坊         | KJ1 鹅唛          |
| 5 格拉那再也綫   | 2016年6月30日  | 37                   | 46.4 公里  | KJ37 SP21 布特拉高原    | KJ1 鹅唛          |
| 8 吉隆坡單軌列車 | 2003年8月31日  | 11                   | 8.6 公里   | MR1 KJ15 吉隆坡中央车站 | MR11 SP9 蒂蒂旺沙 |
| 9 加影线         | 2016年12月16日 | 31                   | 51 公里    | KG01 KA08 双溪毛糯      | KG14 士曼丹       |
| 9 加影线         | 2017年7月17日  | 31                   | 51 公里    | KG14 士曼丹             | KG35 KB06 加影    |
| 9 加影线         | 2022年6月16日  | 31                   | 51 公里    | KG04 PY01 桂莎白沙罗    | KG35 KB06 加影    |
| 12 布城线        | 2022年6月16日  | 36                   | 57.7 公里  | KG04 PY01 桂莎白沙罗    | PY13 甘榜峇都     |
| 12 布城线        | 2023年3月16日  | 36                   | 57.7 公里  | PY13 甘榜峇都           | PY41 布城中央     |
| 合计             | 合计           | 121                  | 216.9 公里 |                         |                   |

## 外部連結
- 快捷通官方网站 （页面存档备份，存于）
- 马来西亚地铁公司官方网站 （页面存档备份，存于）
- 陆路公共交通委员会（SPAD）官方网站